# Gombasecká jaskyňa
Die Gombaseker Höhle befindet sich auf dem Gebiet der Gemeinde Gombasek, am westlichen Rand des Silická planina (deutsch Silica-Plateau) auf dem Gebiet des Nationalparks Slowakischer Karst bei der Gemeinde Slavec (Ortsteil Gombasek), in der Slowakei. Sie wurde durch die Aktivitäten des Čierny potok (wörtlich: Schwarzbach) und seiner Zuflüsse erschaffen. Von der Gesamtlänge 1525 m sind 535 m zugänglich. Die Besichtigung dauert ca. 30 Minuten.
Die Höhle wurde 1951 durch die Höhlenforscher aus Rožňava (deutsch Rosenau an der Salza) entdeckt. 1955 wurde ein etwa 300 m langer Abschnitt zugänglich gemacht.
Typisch für die Höhle sind merkwürdige, zwei bis drei Millimeter dünne und bis drei Meter lange weiße Sinterröhrchen. Die Höhle hat mehrere Säle. Jeder Saal hat etwas Besonderes. Im geräumigen Marmorsaal befinden sich farbige Tropfsteine und auf dem Boden hat die Natur kegelförmige Stalagmiten erschaffen, die sehr an einen tropischen Ameisenhaufen erinnern. Der Saal Hiroschima wurde nach einem atompilzerinnernden Stalagnat benannt. Die Tropfsteinbildungen und sinterverzogenen Wände spielen dort in allen Farben. In dem nach dem Entdecker der Höhle benannten Saal von Ladislav Herényi kann man einen Steinregen bewundern. Er ist aus den Sinterröhrchen, die dicht nebeneinander wachsen, entstanden.
Ihres Mikroklimas wegen wird die Höhle seit 1968 zur Behandlung von Erkrankungen der oberen Atemwege genutzt.
Zum Silica-Gombasek-Höhlensystem gehört auch die tiefstgelegene Eishöhle Mitteleuropas, die Silická ľadnica. Die Gombaseker Höhle wurde 1995 zusammen mit den Höhlen des Slowakischen Karstes – Domica-Höhle und Jossauer Höhle zum UNESCO-Weltnaturerbe erklärt.